# Вовриешти (Васлуј)
Вовриешти (рум. Vovriești) насеље је у Румунији у округу Васлуј у општини Бачешти. Oпштина се налази на надморској висини од 192 m.

## Становништво
Према подацима из 2002. године у насељу је живело 384 становника, од којих су сви румунске националности.